# Barnbougle Dunes
Barnbougle Dunes je jedno z nejvyhledávanějších linksových golfových hřišť na světě. Nachází se v Tasmánii, na severním pobřeží ostrova, cca 3 km severovýchodně od malého městečka Bridport, které mimo skvělých podmínek na golf nabízí i pláže oblíbené milovníky plachtění a surfování.

## Historie a současnost
Golfový klub Barnbougle Dunes nabízí špičkové 18 jamkové golfové hřiště. Jedná se o nejlepší veřejné golfové hřiště v Austrálii, 7. nejlepší golfové hřiště světa přístupné široké veřejnosti a 35. nejlepší golfové hřiště na světě vůbec. Hřiště Barnbougle Dunes navrhl v roce 2004 architekt Tom Doak a Mike Clayton. Pro veřejnost bylo hřiště otevřeno v roce 2005. Nabízí nádherné prostředí a ojedinělé greeny. Hřiště připomíná typická skotská a irská golfová hřiště. Podmínky golfu pouze trochu ztěžuje silnější vítr, který je typický pro tuto část Tasmánie.

## Praktické informace
Součástí Barnbougle Dunes je i krásná klubovna, půjčovna golfového vybavení, půjčovna vozítek a kvalitní golfová škola. Nechybí tu ani možnost ubytování ve 22 vilách. Hřiště Barnbougle Dunes je nejlépe dostupné letecky nebo lodí. V Bridportu je k dispozici malý přístav. Letiště se pak nachází asi hodinu jízdy od hřiště, ve městě Launceston, kam létají letadla z pevninské Austrálie.

## Okolí
V okolí se nachází například Queenstown zhruba 194 km, Tasmánská divočina zhruba 182 km, Závodní okruh Phillip Island zhruba 332 km, Hobart zhruba 210 km, Tasmánie zhruba 126 km, Mount Ossa zhruba 149 km, Russell Falls zhruba 195 km, Marakoopa Cave zhruba 112 km, Dove Lake zhruba 140 km, Cradle Mountain National Park zhruba 141 km.